# トリプルクロス
『トリプルクロス』（Triple Cross）は1966年のイギリス・フランス・西ドイツ・アメリカ合衆国の戦争映画。テレンス・ヤング監督の作品で、出演はクリストファー・プラマーなど。第二次世界大戦中に二重スパイとして活動したエディ・チャップマンの実話を脚色を加え映画化した作品。
プラマーによると、実際にチャップマンが映画の技術顧問になる予定だったが、彼を必要としていたフランス当局による許可が出なかったという。

## キャスト
| 役名                   | 俳優                     | 日本語吹替                                                   |
| 役名                   | 俳優                     | NETテレビ版                                                  |
| ---------------------- | ------------------------ | ------------------------------------------------------------ |
| エディ・チャップマン   | クリストファー・プラマー | 井上孝雄                                                     |
| フォン・グルーネン大佐 | ユル・ブリンナー         | 小林修                                                       |
| ヘルガ・リンストーン   | ロミー・シュナイダー     | 池田昌子                                                     |
| スタインヘイガー中佐   | ゲルト・フレーベ         | 島宇志夫                                                     |
| ポーレット・カーレー   | クローディーヌ・オージェ | 北浜晴子                                                     |
| 英国諜報員             | トレヴァー・ハワード     | 大木民夫                                                     |
| ケリー中尉             | ハリー・マイエン         | 中田浩二                                                     |
| ブレイド               | ジェス・ハーン           | 大宮悌二                                                     |
| ドイツ陸軍大佐         | フランシス・デ・ウルフ   | 雨森雅司                                                     |
| レオ                   | ジョルジュ・ライカン     |                                                              |
| 不明 その他            |                          | 小林恭治 石森達幸 上田敏也 北村弘一 渡部猛 清川元夢 納谷六朗 |
|                        |                          |                                                              |
| 演出                   | 演出                     | 春日正伸                                                     |
| 翻訳                   | 翻訳                     | 鈴木導                                                       |
| 効果                   |                          |                                                              |
| 調整                   |                          |                                                              |
| 制作                   | 制作                     | 日米通信社                                                   |
| 解説                   |                          |                                                              |
| 初回放送               | 初回放送                 | 1972年4月9日 『日曜洋画劇場』                                |

## スタッフ
- 監督：テレンス・ヤング
- 製作：ジャック＝ポール・ベルトラン
- 製作総指揮：フレッド・フェルドカンプ
- 原作：フランク・オーウェン
- 脚本：レネ・ハーディ
- 追加台詞：ウィリアム・マーチャント
- 撮影：アンリ・アルカン
- 編集：ロジャー・ドワイア
- 音楽：ジョルジュ・ガルヴァランツ